# (9059) Dumas
(9059) Dumas est un astéroïde de la ceinture principale.

## Description
(9059) Dumas est un astéroïde de la ceinture principale. Il fut découvert par Eric Walter Elst le 8 août 1992 à l'ESO. Il présente une orbite caractérisée par un demi-grand axe de 2,16 UA, une excentricité de 0,079 et une inclinaison de 2,89° par rapport à l'écliptique.
Il fut nommé en hommage à Alexandre Dumas (1802-1870), écrivain français, auteur des « Trois Mousquetaires ».

## Compléments